# درانغو رمادي
درانغو رمادي (الاسم العلمي Ashy drongo) هو نوع من الطيور من فصيلة ديكروريدي التي تنتمي إلى
رتبة العصفوريات، وتنتشر طيور الدرانغو الرمادية في جنوب آسيا وجنوب شرق آسيا، وهي ذات لون رمادي داكن.